# Donald Sutherland
Donald McNichol Sutherland (Saint John, 17 luglio 1935 – Miami, 20 giugno 2024) è stato un attore canadese.
Attivo sia nel cinema come nel teatro e nella televisione, raggiunse al suo attivo sessant'anni di carriera e la partecipazione a più di 180 film, spesso nel ruolo del protagonista. Lavorò con registi statunitensi, canadesi, inglesi e italiani. Nel novembre 2017 gli venne consegnato il premio Oscar alla carriera.

## Biografia
Donald Sutherland nacque il 17 luglio 1935 a Saint John, ma cresciuto ad Halifax, da una famiglia di origini scozzesi, figlio di Frederick McLea Sutherland, un elettricista, e di Dorothy Isobel McNichol. Sutherland debuttò sul grande schermo nel 1964 nel film italiano Il castello dei morti vivi. Durante gli anni sessanta apparve in alcuni film dell'orrore come Una notte per morire (1965), poi ottenne un piccolo ruolo nel film di guerra Stato d'allarme (1967). Inoltre apparve in diverse serie televisive. Nel 1968 ottenne una parte in Quella sporca dozzina di Robert Aldrich. Il successo e la popolarità arrivarono nel 1970 con il film M*A*S*H di Robert Altman. Da allora il suo volto fu spesso accostato a ruoli di personaggi cinici e spietati, spesso associati al potere.
Negli anni settanta apparve in molti film tra cui Fate la rivoluzione senza di noi (1970), E Johnny prese il fucile (1971), I diamanti dell'ispettore Klute (1973), A Venezia... un dicembre rosso shocking (1973), Il giorno della locusta (1975), Assassinio sul ponte (1975) e La notte dell'aquila (1976). Sempre nel 1976 il regista italiano Federico Fellini lo volle nel suo Il Casanova di Federico Fellini.
Lavorò ancora in Italia con Bernardo Bertolucci in Novecento (1976), accanto a Robert De Niro e Gérard Depardieu. Nel 1977 fu nel cast di Rosso nel buio, mentre nel 1978 fece parte di Animal House di John Landis con John Belushi e in Terrore dallo spazio profondo di Philip Kaufman, remake de L'invasione degli Ultracorpi.

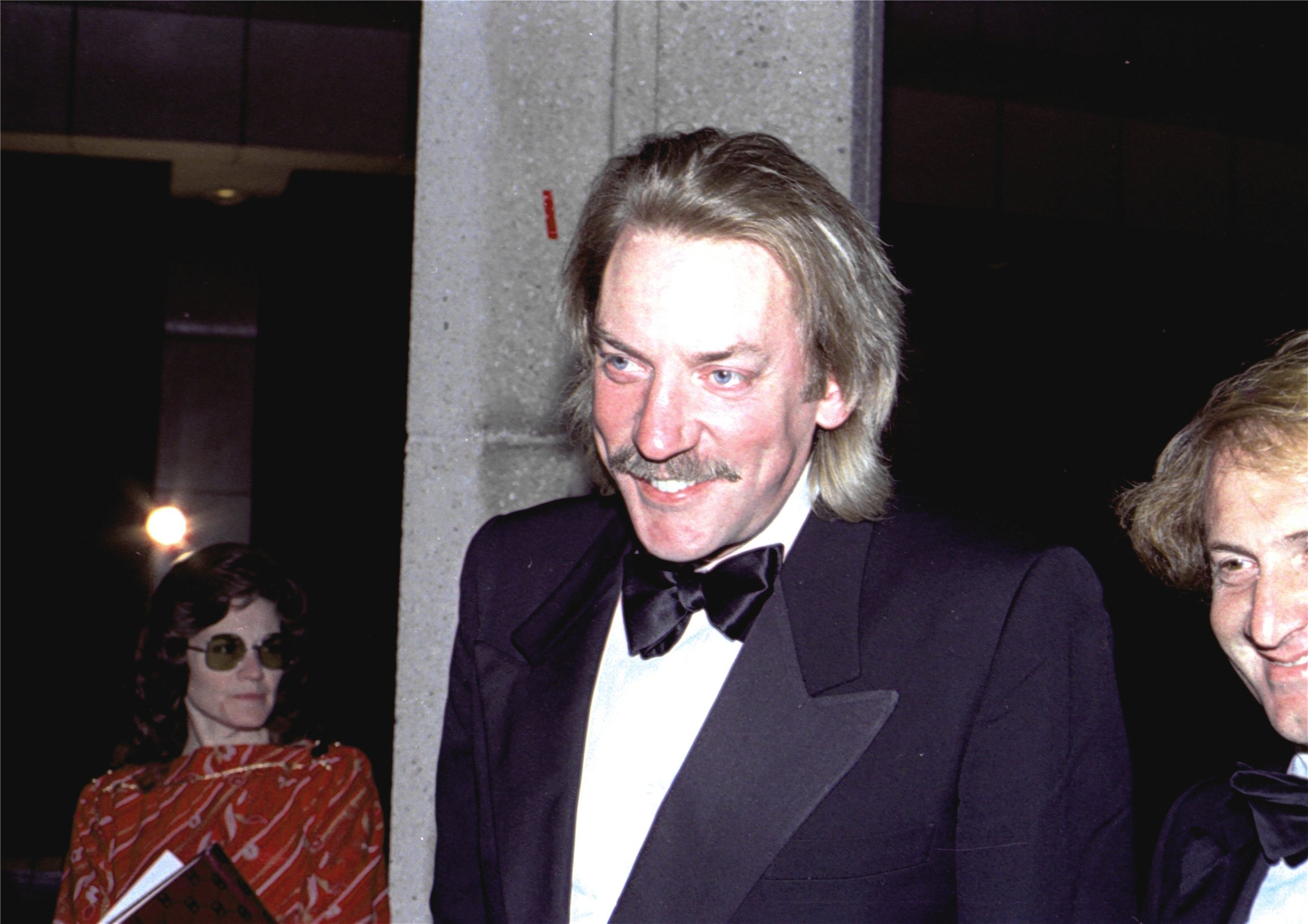
Donald Sutherland nel 1981

Anche negli anni ottanta partecipò a grandi produzioni come Gente comune di Robert Redford (1980), La cruna dell'ago (1981) di Richard Marquand e L'inverno del nostro scontento (1983). Alla fine del decennio interpretò un professore in Un'arida stagione bianca (1989) ed il perfido direttore del carcere in Sorvegliato speciale (1989). A inizio anni novanta fu Mister X in JFK - Un caso ancora aperto (1991) di Oliver Stone, e successivamente in Rivelazioni (1994) con Michael Douglas, Virus letale (1995) con Dustin Hoffman. Nel 1995 vinse un Golden Globe per la sua interpretazione in Cittadino X. Ancora nell'horror in Il terrore dalla sesta luna (1994), alle prese con intrighi internazionali in L'arte della guerra (1999) e al fianco di Anthony Hopkins, in Instinct - Istinto primordiale (1999).
Clint Eastwood lo diresse in Space Cowboys (2000). Ancora in Italia apparve nel film Piazza delle Cinque Lune (2003) di Renzo Martinelli, in The Italian Job (2003), remake di Un colpo all'italiana (1969). Diede una grande interpretazione in Ritorno a Cold Mountain (2003) e apparve in Lord of War (2005), poi in Orgoglio e pregiudizio (2006), An American Haunting (2007) e in Reign Over Me (2007). Dal 2007 al 2009 fu protagonista della serie televisiva Dirty Sexy Money, cancellata dopo sole due stagioni a causa dei bassi ascolti. Dal 2012 al 2015 interpretò il dispotico e tirannico Presidente Coriolanus Snow nel franchise di Hunger Games. Nel 2017 partecipò con Helen Mirren al film drammatico Ella & John - The Leisure Seeker.
Affetto da tempo da broncopneumopatia cronica ostruttiva, morì a Miami il 20 giugno 2024, all'età di 88 anni.

## Vita privata
Si sposò tre volte: la prima con Lois Hardwick dal 1959 al 1966, poi dal 1966 al 1970 con Shirley Douglas, dalla quale nel 1966 ebbe due figli gemelli, Rachel e Kiefer, anch'egli attore. Dal 1972 alla morte fu sposato con l'attrice Francine Racette, dalla quale ebbe tre figli: Roeg (1974), Rossif (1978) e Angus (1982).

## Filmografia

### Cinema
- Le donne del mondo di notte (The World Ten Times Over), regia di Wolf Rilla (1963)
- Il castello dei morti vivi, regia di Luciano Ricci e Lorenzo Sabatini (1964)
- Stato d'allarme (The Bedford Incident), regia di James B. Harris (1965)
- Le cinque chiavi del terrore (Dr. Terror's House of Horrors), regia di Freddie Francis (1965)
- Una notte per morire (Fanatic), regia di Silvio Narizzano (1965)
- Quella sporca dozzina (The Dirty Dozen), regia di Robert Aldrich (1967)
- Il cervello da un miliardo di dollari (Billion Dollar Brain), regia di Ken Russell (1967)
- Edipo re (Oedipus the King), regia di Philip Saville (1968)
- Sebastian, regia di David Greene (1968)
- Interludio (Interlude), regia di Kevin Billington (1968)
- I sei della grande rapina (The Split), regia di Gordon Flemyng (1968)
- Joanna, regia di Michael Sarne (1968)
- M*A*S*H, regia di Robert Altman (1970)
- Fate la rivoluzione senza di noi (Start the Revolution Without Me), regia di Bud Yorkin (1970)
- I guerrieri (Kelly's Heroes), regia di Brian G. Hutton (1970)
- Act of the Heart, regia di Paul Almond (1970)
- Il mondo di Alex (Alex in Wonderland), regia di Paul Mazursky (1970)
- Piccoli omicidi (Little Murders), regia di Alan Arkin (1971)
- Una squillo per l'ispettore Klute (Klute), regia di Alan J. Pakula (1971)
- E Johnny prese il fucile (Johnny Got His Gun), regia di Dalton Trumbo (1971)
- Una squillo per quattro svitati (Steelyard Blues), regia di Alan Myerson (1973)
- I diamanti dell'ispettore Klute (Lady Ice), regia di Tom Gries (1973)
- A Venezia... un dicembre rosso shocking (Don't Look Now), regia di Nicolas Roeg (1973)
- Alien Thunder, regia di Claude Fournier (1974)
- S.P.Y.S. (S*P*Y*S), regia di Irvin Kershner (1974)
- Il giorno della locusta (The Day of the Locust), regia di John Schlesinger (1975)
- Assassinio sul ponte (Der Richter und sein Henker), regia di Maximilian Schell (1975)
- Novecento, regia di Bernardo Bertolucci (1976)
- Il Casanova di Federico Fellini, regia di Federico Fellini (1976)
- La notte dell'aquila (The Eagle Has Landed), regia di John Sturges (1976)
- Ridere per ridere (The Kentucky Fried Movie), regia di John Landis (1977)
- ...unico indizio, un anello di fumo (The Disappearance), regia di Stuart Cooper (1977)
- Rosso nel buio (Les Liens de sang), regia di Claude Chabrol (1978)
- Animal House (National Lampoon's Animal House), regia di John Landis (1978)
- 1855 - La prima grande rapina al treno (The First Great Train Robbery), regia di Michael Crichton (1978)
- Terrore dallo spazio profondo (Invasion of the Body Snatchers), regia di Philip Kaufman (1978)
- Assassinio su commissione (Murder by Decree), regia di Bob Clark (1979)
- Un uomo, una donna e una banca (A Man, a Woman and a Bank), regia di Noel Black (1979)
- L'isola della paura (Bear Island), regia di Don Sharp (1979)
- Niente di personale (Nothing Personal), regia di George Bloomfield (1980)
- Gente comune (Ordinary People), regia di Robert Redford (1980)
- La cruna dell'ago (Eye of the Needle), regia di Richard Marquand (1981)
- A tutto gas (Gas), regia di Les Rose (1981)
- A cuore aperto (Threshold), regia di Richard Pearce (1981)
- Per fortuna c'è un ladro in famiglia (Max Dugan Returns), regia di Herbert Ross (1983)
- Crackers, regia di Louis Malle (1984)
- Mio mini pony - Salvataggio dal castello di mezzanotte (Rescue at Midnight Castle) (1984) - voce
- Prova d'innocenza (Ordeal by Innocence), regia di Desmond Davis (1984)
- Catholic Boys, regia di Michael Dinner (1985)
- Revolution, regia di Hugh Hudson (1985)
- Oviri, regia di Henning Carlsen (1986)
- Agente Porter al servizio di Sua Maestà (The Trouble with Spies), regia di Burt Kennedy (1987)
- I delitti del rosario (The Rosary Murders), regia di Fred Walton (1987)
- La notte dello sciamano (Apprentice to Murder), regia di Ralph L. Thomas (1988)
- Lost Angels, regia di Hugh Hudson (1989)
- Sorvegliato speciale (Lock Up), regia di John Flynn (1989)
- Un'arida stagione bianca (A Dry White Season), regia di Euzhan Palcy (1989)
- Bethune - Il mitico eroe (Bethune: The Making of a Hero), regia di Phillip Borsos (1990)
- L'esercizio del potere (Eminent Domain), regia di John Irvin (1990)
- Buster's Bedroom, regia di Rebecca Horn (1991)
- Fuoco assassino (Backdraft), regia di Ron Howard (1991)
- Grido di pietra (Cerro Torre: Schrei aus Stein), regia di Werner Herzog (1991)
- JFK - Un caso ancora aperto (JFK), regia di Oliver Stone (1991)
- Buffy l'ammazzavampiri (Buffy the Vampire Slayer), regia di Fran Rubel Kuzui (1992)
- Rakuyô, regia di Rou Tomono (1992)
- The Railway Station Man, regia di Michael Whyte (1992)
- L'ombra del lupo (Shadow of the Wolf), regia di Jacques Dorfmann e Pierre Magny (1992)
- Beneficio del dubbio (Benefit of the Doubt), regia di Jonathan Heap (1993)
- Red Hot, regia di Paul Haggis (1993)
- 6 gradi di separazione (Six Degrees of Separation), regia di Fred Schepisi (1993)
- Younger & Younger (Younger and Younger), regia di Percy Adlon (1993)
- Punch, regia di Alan Birkinshaw e Johannes Flütsch (1994)
- Il terrore dalla sesta luna (The Puppet Masters), regia di Stuart Orme (1994)
- Rivelazioni (Disclosure), regia di Barry Levinson (1994)
- Virus letale (Outbreak), regia di Wolfgang Petersen (1995)
- Il momento di uccidere (A Time to Kill), regia di Joel Schumacher (1996)
- Hollow Point - Impatto devastante (Hollow Point), regia di Sidney J. Furie (1996)
- Shadow Program - Programma segreto (Shadow Conspiracy), regia di George Pan Cosmatos (1997)
- The Assignment - L'incarico (The Assignment), regia di Christian Duguay (1997)
- Il tocco del male (Fallen), regia di Gregory Hoblit (1998)
- Without Limits, regia di Robert Towne (1998)
- In fuga col malloppo (Free Money), regia di Yves Simoneau (1998)
- Virus, regia di John Bruno (1999)
- Instinct - Istinto primordiale (Instinct), regia di Jon Turteltaub (1999)
- Panic, regia di Henry Bromell (2000)
- Space Cowboys, regia di Clint Eastwood (2000)
- L'arte della guerra (The Art of War), regia di Christian Duguay (2000)
- Un funerale dell'altro mondo (Da wan), regia di Feng Xiaogang (2001)
- Piazza delle Cinque Lune, regia di Renzo Martinelli (2003)
- The Italian Job, regia di F. Gary Gray (2003)
- Tempesta baltica (Baltic Storm), regia di Reuben Leder (2003)
- Ritorno a Cold Mountain (Cold Mountain), regia di Anthony Minghella (2003)
- Aurora Borealis, regia di James C.E. Burke (2005)
- Gioventù violata (Fierce People), regia di Griffin Dunne (2005)
- Orgoglio e pregiudizio (Pride & Prejudice), regia di Joe Wright (2005)
- American Gun, regia di Aric Avelino (2005)
- An American Haunting, regia di Courtney Solomon (2005)
- Land of the Blind, regia di Robert Edwards (2006)
- Chiedi alla polvere (Ask the Dust), regia di Robert Towne (2006)
- Beerfest, regia di Jay Chandrasekhar (2006) - cameo non accreditato
- Puffball - L'occhio del diavolo (Puffball), regia di Nicolas Roeg (2007)
- L'età barbarica, regia di Denys Arcand (2007) - cameo non accreditato
- Reign Over Me, regia di Mike Binder (2007)
- Tutti pazzi per l'oro (Fool's Gold), regia di Andy Tennant (2008)
- L'artista della truffa (The Con Artist), regia di Risa Bramon Garcia (2010)
- The Eagle regia di Kevin Macdonald (2011)
- Professione assassino (The Mechanic) regia di Simon West (2011)
- Man on the Train regia di Mary McGuckian (2011)
- Come ammazzare il capo... e vivere felici (Horrible Bosses), regia di Seth Gordon (2011)
- Hunger Games, regia di Gary Ross (2012)
- Dawn Rider, regia di Terry Miles (2012)
- Assassin's Bullet - Il target dell'assassino (Assassin's Bullet), regia di Isaac Florentine (2012)
- La migliore offerta, regia di Giuseppe Tornatore (2013)
- Hunger Games - La ragazza di fuoco (The Hunger Games: Catching Fire), regia di Francis Lawrence (2013)
- Jappeloup, regia di Christian Duguay (2013)
- The Calling - Vocazione omicida (The Calling), regia di Jason Stone (2014)
- Hunger Games - Il canto della rivolta - Parte 1 (The Hunger Games: Mockingjay - Part 1), regia di Francis Lawrence (2014)
- Hunger Games - Il canto della rivolta - Parte 2 (The Hunger Games: Mockingjay - Part 2), regia di Francis Lawrence (2015)
- Il fuoco della giustizia (Forsaken), regia di Jon Cassar (2015)
- Ella & John - The Leisure Seeker (The Leisure Seeker), regia di Paolo Virzì (2017)
- American Hangman, regia di Wilson Coneybeare (2019)
- Fuoco assassino 2 (Backdraft 2), regia di Gonzalo López-Gallego (2019)
- Ad Astra, regia di James Gray (2019)
- La tela dell'inganno (The Burnt Orange Heresy), regia di Giuseppe Capotondi (2019)
- Alone, regia di Johnny Martin (2020)
- Moonfall, regia di Roland Emmerich (2022)
- Mr. Harrigan's Phone, regia di John Lee Hancock (2022)

### Doppiatore
- Final Fantasy (Final Fantasy: The Spirits Within), regia di Hironobu Sakaguchi e Motonori Sakakibara (2001)
- Lord of War, regia di Andrew Niccol (2005)
- Astro Boy, regia di David Bowers (2009)
- Mr. Pickles – serie animata (2013)
- Hunger Games - La ballata dell'usignolo e del serpente (The Hunger Games: The Ballad of Songbirds and Snakes), regia di Francis Lawrence (2023) – voce d'archivio non accreditato
- Ozi - La voce della foresta (Ozi - Voice of the forest), regia di Tim Harper (2024)

### Televisione
- Il Santo (The Saint) – serie TV, episodi 3x23-5x14 (1965-1966)
- L'inverno del nostro scontento (The Winter of Our Discontent), regia di Waris Hussein – film TV (1983)
- Cittadino X (Citizen X), regia di Chris Gerolmo – film TV (1995)
- Uno sconosciuto in casa (Natural Enemy), regia di Douglas Jackson – film TV (1996)
- Oltre la maschera (Behind the Mask), regia di Tom McLoughlin – film TV (1999)
- La rivolta (Uprising), regia di Jon Avnet – film TV (2001)
- Path to War - L'altro Vietnam (Path to War), regia di John Frankenheimer – film TV (2001)
- Salem's Lot, regia di Mikael Salomon – miniserie TV (2004)
- Frankenstein, regia di Kevin Connor – miniserie TV (2004)
- Human Trafficking - Le schiave del sesso (Human Trafficking), regia di Christian Duguay – miniserie TV (2005)
- Una donna alla Casa Bianca (Commander in Chief) – serie TV, 19 episodi (2005-2006)
- Dirty Sexy Money – serie TV, 23 episodi (2007-2009)
- The Eastmans, regia di Jason Ensler – film TV (2009)
- I pilastri della Terra (The Pillars of the Earth), regia di Sergio Mimica-Gezzan – miniserie TV (2010)
- Moby Dick, regia di Mike e Mark Barker – miniserie TV (2011)
- L'isola del tesoro (Treasure Island) – miniserie TV, 1 puntata (2012)
- Crossing Lines – serie TV, 34 episodi (2013-2015)
- Ice – serie TV, 6 episodi (2016-2017)
- Trust – serie TV, 9 episodi (2018)
- The Undoing - Le verità non dette (The Undoing), regia di Susanne Bier – miniserie TV (2020)
- JFK Revisited: Through the Looking Glass, regia di Oliver Stone – documentario (2021)
- Lawmen - La storia di Bass Reeves (Lawmen: Bass Reeves), regia di Christina Alexandra Voros e Damian Marcano – miniserie TV, 6 puntate (2023)

## Videoclip
- Cloudbusting (Kate Bush), regia di Julian Doyle (1985)

## Riconoscimenti
- Premio Oscar
  - 2018 – Oscar onorario
- Golden Globe
  - 1971 – Candidatura al miglior attore in un film commedia o musicale per M*A*S*H
  - 1981 – Candidatura al miglior attore in un film drammatico per Gente comune
  - 1996 – Miglior attore non protagonista in una serie per Cittadino X
  - 1999 – Candidatura al miglior attore non protagonista per Without Limits
  - 2003 – Miglior attore non protagonista in una serie per Path to War - L'altro Vietnam
  - 2006 – Candidatura al miglior attore in una mini-serie o film per la televisione per Human Trafficking - Le schiave del sesso
  - 2006 – Candidatura al miglior attore non protagonista in una serie per Una donna alla Casa Bianca
  - 2008 – Candidatura al miglior attore non protagonista in una serie per Dirty Sexy Money
  - 2021 – Migliore attore non protagonista in una serie, miniserie o film televisivo per The Undoing - Le verità non dette
- Hollywood Walk of Fame
  - 2011 – Stella
- Kids' Choice Awards
  - 2015 – Candidatura al cattivo preferito per Hunger Games: Il canto della rivolta - Parte 1[6]
- Premio Emmy
  - 1995 – Miglior attore non protagonista in una miniserie o film per la televisione per Cittadino X
  - 2006 – Candidatura al miglior attore in una miniserie o film per la televisione per Human Trafficking - Le schiave del sesso
- Teen Choice Awards
  - 2015 – Candidatura al miglior cattivo per Hunger Games: Il canto della rivolta - Parte 1[7]

## Doppiatori italiani
Nelle versioni in italiano delle opere in cui ha recitato, Donald Sutherland è stato doppiato da:
- Sergio Graziani in M*A*S*H, Piccoli omicidi, I guerrieri, Una squillo per l'ispettore Klute, Rosso nel buio, 1855 - La prima grande rapina al treno, Terrore dallo spazio profondo, Il momento di uccidere, Bethune - Il mitico eroe, JFK - Un caso ancora aperto, Sei gradi di separazione, Il tocco del male, S*P*Y*S, L'ombra del lupo, Virus letale, Instinct - Istinto primordiale, Virus, The Assignment - L'incarico, Piazza delle Cinque Lune, American Gun, Chiedi alla polvere
- Pietro Biondi in Un'arida stagione bianca, Rivelazioni - Sesso è potere, Hollow Point - Impatto devastante, La rivolta, Orgoglio e pregiudizio, Festa della birra, Come ammazzare il capo... e vivere felici, L'isola del tesoro, Il fuoco della giustizia - Forsaken, Ritorno a Cold Mountain (ridoppiaggio)
- Michele Kalamera in ...unico indizio, un anello di fumo, La cruna dell'ago, Beneficio del dubbio, Cittadino X, Shadow Program - Programma segreto, Tempesta baltica, Salem's Lot, Path to War - L'altro Vietnam, L'età barbarica
- Dario Penne in Animal House, Zoom su Fellini, Frankenstein, Gioventù violata, I pilastri della Terra, Crossing Lines, Fuoco assassino 2
- Massimo Foschi ne Il giorno della locusta, The Eagle, Hunger Games, Hunger Games - La ragazza di fuoco, Hunger Games - Il canto della rivolta - Parte 1, Hunger Games - Il canto della rivolta - Parte 2
- Stefano De Sando in Professione assassino, Trust, American Hangman, The Undoing - Le verità non dette, Moonfall, Lawmen - La storia di Bass Reeves
- Franco Zucca ne Il terrore dalla sesta luna, Moby Dick, Ad Astra, La tela dell'inganno
- Cesare Barbetti in Quella sporca dozzina, I sei della grande rapina, Fuoco assassino
- Carlo Sabatini ne I delitti del rosario, La notte dello sciamano, L'arte della guerra
- Luciano De Ambrosis in Assassinio su commissione, Un funerale dell’altro mondo
- Elio Zamuto in Una donna alla Casa Bianca, Dirty Sexy Money
- Sandro Iovino in Gente comune, The Calling
- Gabriele Carrara in A cuore aperto, Agente Porter al servizio segreto di Sua Maestà
- Vittorio Di Prima in The Italian Job, La migliore offerta
- Antonio Guidi in Novecento, Un caso per tre
- Giuseppe Rinaldi ne La notte dell'aquila, Un uomo, una donna e una banca
- Omero Antonutti in Ritorno a Cold Mountain, Tutti pazzi per l'oro
- Giancarlo Maestri ne I diamanti dell'ispettore Klute, L'isola della paura
- Bruno Alessandro in Land of the Blind, Mr. Harrigan's Phone
- Pino Locchi in E Johnny prese il fucile
- Ferruccio Amendola ne Le cinque chiavi del terrore
- Gianni Musy in Joanna
- Giorgio Bandiera in A Venezia... un dicembre rosso shocking
- Gigi Proietti ne Il Casanova di Federico Fellini
- Romano Malaspina in Per fortuna c'è un ladro in famiglia
- Paolo Poiret in Crackers
- Gianni Marzocchi in Revolution
- Oreste Rizzini in Prova d'innocenza
- Francesco Carnelutti in Lost Angels
- Gianfranco Bellini in Stato d'allarme
- Nando Gazzolo in Sorvegliato speciale
- Ugo Maria Morosi ne L'esercizio del potere
- Emilio Cappuccio in Grido di pietra
- Glauco Onorato in Oltre la morte
- Ennio Coltorti in In fuga col malloppo
- Rino Bolognesi in Panic
- Mario Valgoi in Space Cowboys
- Michele Gammino ne Human Trafficking - Le schiave del sesso
- Massimo Lodolo in Reign Over Me
- Gianni Giuliano ne L'artista della truffa
- Gino La Monica ne La vendetta del cowboy
- Diego Reggente ne Il target dell'assassino
- Giancarlo Giannini in Ella & John - The Leisure Seeker
- Pieraldo Ferrante in Human Trafficking - Le schiave del sesso (ridoppiaggio)

Da doppiatore è sostituito da:
- Franco Chillemi ne I Simpson
- Giorgio Lopez in Final Fantasy
- Roberto Draghetti in Lord of War
- Pietro Biondi in Astro Boy
- Edoardo Siravo in Ozi - La voce della foresta